# Dolní Požáry
Dolní Požáry (Duits: Unterposchar) is een Tsjechische plaats in de gemeente Krhanice, regio Midden-Bohemen, en maakt deel uit van het district Benešov. Het dorp is zo goed als aaneengegroeid met Krhanice.
Dolní Požáry telt 60 inwoners (2021).

## Geografie
Ten noorden van het dorp ligt de heuvel Grybla en het gelijknamige natuurreservaat. Ten noordwesten van het dorp bevindt zich natuurmonument Vlčí rokle.

## Geschiedenis
De eerste schriftelijke vermelding van het dorp dateert van 1554.
In 1960 werd Dolní Požáry, samen met Krhanice, ingedeeld bij het district Benešov.

## Verkeer en vervoer

### Autowegen
Er leidt een regionale weg naar het dorp.

### Spoorlijnen
Er is geen station in Dolní Požáry. Het dichtstbijzijnde station is in Khranice, op zo'n 2 kilometer afstand. Dat station ligt aan spoorlijn 210 Praag - Vrané nad Vltavou - Jílové u Prahy - Týnec nad Sázavou - Čerčany. Het vervoer op de lijn begon in 1897.

### Buslijnen
Er is geen bushalte in het dorp. De dichtstbijzijnde bushalte is in Krhanice, op ongeveer 700 meter afstand.

## Galerij

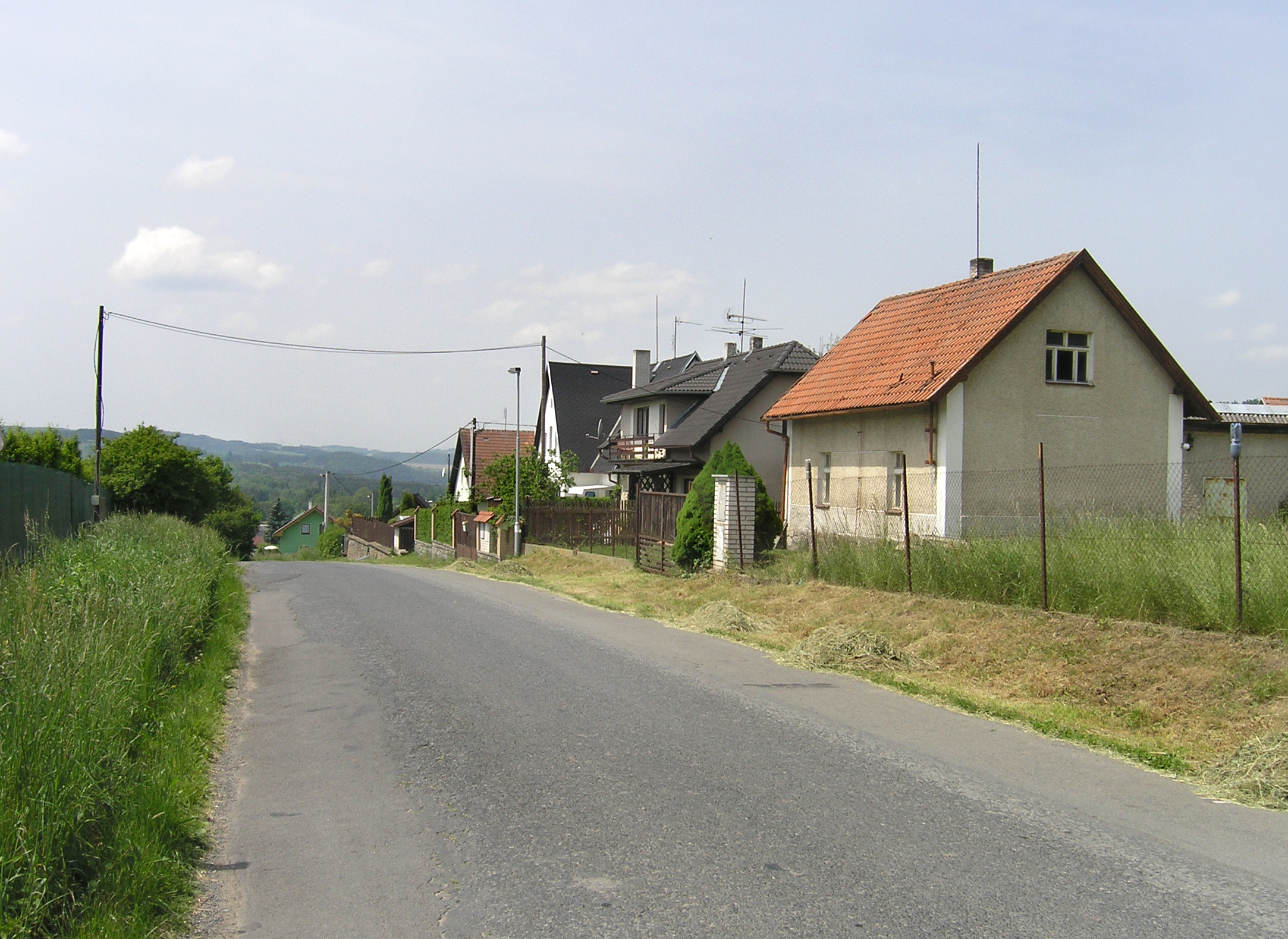
Hoofdstraat (2014)
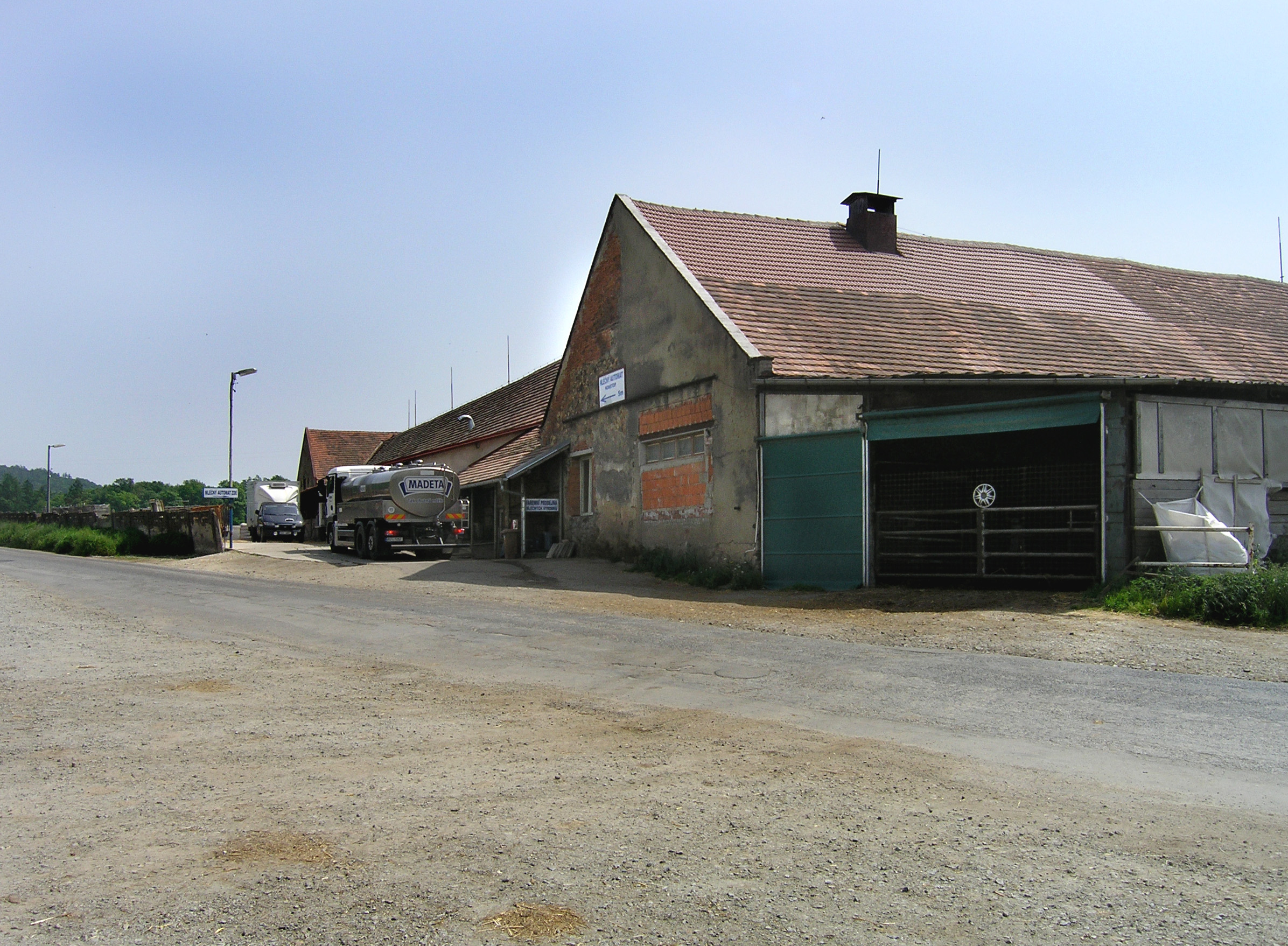
Melkboerderij (2014)